# Senatus Consultum de Bacchanalibus
Le senatus consultum de Bacchanalibus (« décret sénatorial concernant les Bacchanales ») est une inscription rédigée en latin archaïque, datant de 186 av. J.-C.. Inscrite sur une tablette en bronze, elle fut découverte en 1640 à Tiriolo, dans le sud de l'Italie. Faisant suite au scandale des Bacchanales, elle décrète l'interdiction de ces dernières à travers toute l'Italie.

## Découverte
Le texte gravé sur une plaque de cuivre est découvert  par hasard en 1640 lors de travaux de construction d'un chateau par le seigneur de Tirioli en Calabre. Le texte est publié ultérieurement au XVIIIe siècle. La plaque est conservée au musée de Vienne en Autriche.

## Texte
Reproduction du texte à partir de l'inscription :

[Q] MARCIUS L F S POSTUMIUS L F COS SENATUM CONSOLUERUNT N OCTOB APUD AEDEM
DUELONAI SC ARF M CLAUDI M F L VALERI P F Q MINUCI C F DE BACANALIBUS QUEI FOEDERATEI
ESENT ITA EXDEICENDUM CENSUERE NEIQUIS EORUM BACANAL HABUISE VELET SEI QUES
ESENT QUEI SIBEI DEICERENT NECESUS ESE BACANAL HABERE EEIS UTEI AD PR URBANUM
ROMAM VENIRENT DEQUE EEIS REBUS UBEI EORUM VER[B]A AUDITA ESENT UTEI SENATUS
NOSTER DECERNERET DUM NE MINUS SENATOR[I]BUS C ADESENT [QUOM E]A RES COSOLORETUR
BACAS VIR NEQUIS ADIESE VELET CEIVIS ROMANUS NEVE NOMINUS LATINI NEVE SOCIUM
QUISQUAM NISEI PR URBANUM ADIESENT ISQUE [D]E SENATUOS SENTENTIAD DUM NE
MINUS SENATORIBUS C ADESENT QUOM EA RES COSOLERETUR IOUSISET CE[N]SUERE
SACERDOS NE QUIS VIR ESET MAGISTER NEQUE VIR NEQUE MULIER QUISQUAM ESET
NEVE PECUNIAM QUISQUAM EORUM COMOINE[MH]ABUISE VE[L]ET NEVE MAGISTRATUM
NEVE PRO MAGISTRATU[D] NEQUE VIRUM [NEQUE MUL]IEREM QUISQUAM FECISE VELET
NEVE POST HAC INTER SED CONIOURA [SE NEV]E COMVOVISE NEVE CONSPONDISE
NEVE CONPROMESISE VELET NEVE QUISQUAM FIDEM INTER SED DEDISE VELET
SACRA IN OQOLTOD NE QUISQUAM FECISE VELET NEVE IN POPLICOD NEVE IN
PREIVATOD NEVE EXTRAD URBEM SACRA QUISQUAM FECISE VELET NISEI
PR URBANUM ADIESET ISQUE DE SENATUOS SENTENTIAD DUM NE MINUS
SENATORIBUS C ADESENT QUOM EA RES COSOLERETUR IOUSISET CENSUERE
HOMINES PLOUS V OINVORSEI VIREI ATQUE MULIERES SACRA NE QUISQUAM
FECISE VELET NEVE INTER IBEI VIREI PLOUS DUOBUS MULIERIBUS PLOUS TRIBUS
ARFUISE VELENT NISEI DE PR URBANI SENATUOSQUE SENTENTIAD UTEI SUPRAD
SCRIPTUM EST HAICE UTEI IN CONVENTIONID EXDEICATIS NE MINUS TRINUM
NOUNDINUM SENATUOSQUE SENTENTIAM UTEI SCIENTES ESETIS EORUM
SENTENTIA ITA FUIT SEI QUES ESENT QUEI ARVORSUM EAD FECISENT QUAM SUPRAD
SCRIPTUM EST EEIS REM CAPUTALEM FACIENDAM CENSUERE ATQUE UTEI
HOCE IN TABOLAM AHENAM INCEIDERETIS ITA SENATUS AIQUOM CENSUIT
UTEIQUE EAM FIGIER IOUBEATIS UBI FACILUMED GNOSCIER POTISIT ATQUE
UTEI EA BACANALIA SEI QUA SUNT EXSTRAD QUAM SEI QUID IBEI SACRI EST
ITA UTEI SUPRAD SCRIPTUM EST IN DIEBUS X QUIBUS VOBEIS TABELAI DATAI
 ERUNT FACIATIS UTEI DISMOTA SIENT IN AGRO TEURANO

## Translittération en latin classique
[Q.] Marcius L. f(ilius), S(purius) Postumius L. f(ilius) co(n)s(ules) senatum consoluerunt N(onis) Octob(ribus), apud aedem
Bellonai. Sc(ribendo) adf(uerunt) M. Claudi(us) M. f(ilius), L. Valeri(us) P. f(ilius), Q. Minuci(us) C. f. f(ilius). De Bacchanalibus qui foederati
essent, ita edicendum censuere: «Nequis eorum [B]acchanal habuisse vellet. siqui
essent, qui sibi dicerent necesse esse Bacchanal habere, ei uti ad pr(aetorem) urbanum
Romam venirent, deque eis rebus, ubei eorum v[e]r[b]a audita essent, uti senatus
noster decerneret, dum ne minus senator[i]bus C adessent, [cum e]a res consuleretur.
Bacchas vir nequis adiisse vellet civis Romanus neve nominis Latini neve sociorum
quisquam, nisi pr(aetorem) urbanum adiissent, isque [d]e senatus sententia, dum ne
minus senatoribus C adessent, cum ea res consuleretur, iussisset. Ce[n]suere.
Sacerdos nequis uir esset. Magister neque uir neque mulier quaequam esset.
neve pecuniam quisquam eorum commune[m h]abuisse vellet. Neve magistratum,
neve pro magistratu, neque virum [neque mul]ierem qui[s]quam fecisse vellet,
neve post hac inter se coniuras[se nev]e convovisse neve conspondisse
neve compromesisse vellet, neve quisquam fidem inter sed dedisse vellet.
Sacra in occulto ne quisquam fecisse vellet. Neve in publico neve in
privato neve extra urbem sacra quisquam fecisse vellet, nisi
pr(aetorem) urbanum adiisset, isque de senatus sententia, dum ne minus
senatoribus C adessent, cum ea res consuleretur, iussisset. Censuere.
Homines plus V universi viri atque mulieres sacra ne quisquam
fecisse vellet, neve interibi viri plus duobus, mulieribus plus tribus
adfuisse vellent, nisi de pr(aetoris) urbani senatusque sententia, uti supra
scriptum est.» Haec uti in contioni edicatis ne minus trinum
nundinum, senatusque sententiam uti scientes essetis, eorum
sententia ita fuit: «Siqui essent, qui adversum ea fecissent, quam supra
scriptum est, eis rem capitalem faciendam censuere». Atque uti
hoc in tabulam ahenam incideretis, ita senatus aequum censuit,
utique eam figi iubeatis, ubi facillime nosci possit; atque
uti ea Bacchanalia, siqua sunt, extra quam siquid ibi sacri est,
(ita ut supra scriptum est) in diebus X, quibus vobis tabelae datae
erunt, faciatis uti dimota sint. In agro Teurano.

## Traduction en français
"Délibération au Sénat, à la demande des consuls Quintus Marcius, fils de Lucius, et Spurius Postumius, fils de Lucius, le jours des nones d'octobre, 7 octobre, dans le temple de Bellone. Étaient présents comme greffiers : Marcus Claudius, fils de Marcus, Lucius Valerius, fils de Publius et Quintus Minucius, fils de Gaius. Au sujet des fêtes de Bacchus célébrées par les alliés, il a été décidé de proclamer ces prescriptions :
Que personne parmi les alliés ne célèbre une fête de Bacchus. S'il y en a qui prétendent qu'il leur est indispensable de célébrer une fête de Bacchus, qu'ils se présentent au préteur urbain, à Rome, et que, après leur audition, notre Sénat en décide, à condition qu'il n'y ait au moins cent sénateurs présents à la délibération. Que nul ne se présente comme bacchant , ni citoyen romain, ni citoyen de droit latin, ni habitant de cité alliée, à moins de s'être présenté au préteur urbain et que celui-ci, sur avis du Sénat, à condition qu'il y ait eu au moins cent sénateurs présents à la délibération, ne lui en ait donné l'autorisation. Décision adoptée.
Comme prêtre, qu'il n'y ait aucun homme. Comme président, qu'il n'y ait ni homme ni femme, et que nul d'entre eux n'institue ni caisse commune, ni présidence, et que personne ne revête ni homme ni femme d'une autorité équivalente à la présidence. Que, dorénavant, l'on ne fasse en commun ni serment, ni vœu, ni libation, ni promesse et que personne ne contracte un engagement réciproque. Que personne n'accomplisse les actes du culte en secret, ni en public ni en privé, et que personne n'accomplisse les actes du culte en dehors de Rome, à moins de s'être présenté au préteur urbain et que celui-ci ne l'y ait autorisé sur avis du Sénat, à condition qu'il y ait au moins cent sénateurs présents à la délibération. Décision adoptée. 
A plus de cinq personnes en tout, hommes et femmes, que nul n'accomplisse les actes du culte, et que n'y assistent pas plus de deux hommes et trois femmes, sauf avis du préteur urbain et du Sénat, dans les conditions stipulées ci-dessus".
Ordre-vous est donné de proclamer ces prescriptions à l'assemblée publique pendant trois intervalles de marché au moins et, afin que vous soyez informés de la résolution du Sénat, voici quelle fut cette résolution : si quelqu'un agit contrairement aux prescriptions ci-dessus, le Sénat a décidé que cela constituait un crime entraînant la peine de mort. Le Sénat a en outre décidé que ces prescriptions soient gravées par vos soins, sur une table de bronze, et affichées en un endroit où l'on puisse en prendre très facilement connaissance, et que ces fêtes de Bacchus, s'il y en a, à l'exception du sacrifice lui-même, soient dans les dix jours de la remise de cette lettre abolies par vos soins. Copie dressée dans l'ager Teuranus".